# Almási Elemér
Almási Elemér (Bükkösd, 1919. december 8. – Budapest, 1985. április 22.) vegyészmérnök.

## Családja
Apja Almási István földműves, kisiparos, édesanyja Burits Anna. Felesége, György Judit volt. Testvérei: Almási István, Almási Teréz Dorottya (férjezett Thrón Henrikné).

## Élete
Szülőfalujában végzett elemi iskola után 1938-ban a pécsi Nagy Lajos Reálgimnáziumban tette le kitüntetéssel az érettségi vizsgát, majd 1942-ben a József Nádor Műszaki és Gazdaságtudományi Egyetemen vegyészmérnöki oklevelet szerzett. Állásba került 1942 januárjában a József Nádor Műszaki és Gazdaságtudományi Egyetem Vegyészmérnöki Osztály Kémiai Technológiai Tanszékén, mint kisegítő tanársegéd. 1942 júniusától az Erjedéstani Intézethez került át. 1942. október folyamán kutatómérnöki állást kapott a Nagyatádi Konzervgyárban.
A háború mélyen beleavatkozott az ő életébe is, 1943-ban behívták, a rádiósoknál szolgált. 1944-ben szovjet hadifogságba került, ahonnan csak 1948-ban tudott hazatérni.
A Mirelite Mélyhűtő Nemzeti Vállalat laboratóriumvezető mérnökeként állt munkába 1948 folyamán. 1949-ben az Országos Magyar Mezőgazdasági Ipari Kísérleti Intézet, illetve az átszervezés után a Konzerv-, Hús- és Hűtőipari Kutató Intézet (KOHIKI) kutató vegyészmérnöke lett. Itt kissé meg tudott állapodni, 1952-ben a Hűtőosztály, illetőleg a Hűtőipari részleg vezetőjévé nevezték ki.
1958-ban az „Élelmiszerek hűtőházi kezelésekor fellépő súlyveszteség kémiai és fizikai vonatkozásai” című disszertációjával a kandidátusi címet nyerte el.
1959-ben a Konzerv-, Hús- és Hűtőipari Kutató Intézet jogutódja, a Központi Élelmiszeripari Kutatóintézet (KÉKI) tudományos munkatársa és a Hűtőosztály vezetője lett, egészen 1967-ig.
1967. december 13-tól a Kertészeti és Szőlészeti Főiskola Élelmiszerbiológiai és Mikrobiológiai Tanszék tanszékvezető egyetemi tanára (átszervezése után a Kertészeti és Élelmiszeripari Egyetem) egyetemi tanára, 1968-ban megbízták a tartósítóipari szak megszervezésével, ezután 1969 és 1983 között a Tartósítóipari Szak, ill. Tanszék vezetője volt.
1971–1974-ig a Kertészeti Egyetem külügyi rektorhelyettesi tisztségét látta el.
1980-ban nyerte el a kémiai tudományok doktora tudományos címet.
1983-tól 1985-ig az Élelmiszer-technológiai Intézet Élelmiszer- és Hűtőtechnológiai Tanszék vezetője volt, s párhuzamosan 1983 és 1985 között az intézet igazgatója is.
A Kertészeti Egyetemen a Mikrobiológiai Génbank elnöke (1975–1985). Az OMFB élelmiszeripari szakértője (1968-tól).
1961-ben a Szovjetunióban járt, egy hónap időtartam alatt tanulmányozta az élelmiszerek fagyasztási eljárását. 1966–1967 folyamán az ENSZ ösztöndíjasaként Angliában, Franciaországban és az NSZK-ban töltött 9 hónapot. 1971-ben a karlsruhei Bundesforschungsanstalt für Ernährung hívta meg ösztöndíjas kutatónak, 1975-ben pedig a weybridge-i (Anglia) National College of Food Technology ösztöndíjas vendégkutatója volt.
1973–1976 között az Élelmiszeripari Tudományos Tanács tagja, 1976-tól a Magyar Élelmiszerkönyv Bizottság tagja volt. 1969-től a Magyar Szabványügyi Hivatal Gyorsfagyasztott termékeket szabványosító szakbizottságának elnöki tisztét is ellátta.
Számos tudományos társaság és szakbizottság tartott igényt szakértelmére:
- 1969-től az MTA Biomérnöki Munkabizottság tagja
- 1970-től az MTA Élelmiszertudományi Komplex Bizottságának alapító tagja
- 1970-től az MTA Műszaki Kémiai Bizottságának tagja
- 1970–1980 között az MTA–TMB Szerveskémiai Szakbizottság tagja
- 1948-tól a Magyar Élelmezésipari Tudományos Egyesület (MÉTE) tagja, elnökségi (1971-től) és vezetőségi (1975-től)
- 1973–1976-ig a Mezőgazdasági és Élelmezésügyi Minisztérium (MÉM) Élelmiszeripari Szakbizottságának elnöke
- 1973–1976 között a Műszaki Fejlesztési Bizottságának tagja
- 1970-től tagja az International Institute of Refrigeration C 2 Bizottságának, 1975 és 1983 között a bizottság alelnöke
- 1971-től az International Union of Food Science and Technology Oktatási Bizottságának tagja

Súlyos betegség után, 66 éves korában hunyt el, Szegeden temették el.

## Jelentősége
A hűtés különböző élelmiszeripari alkalmazási lehetőségeivel foglalkozott Már 1949-ben kísérletezett a gyümölcs- és zöldségfajták tartósítási és gyorsfagyasztási eljárásaival, az arra alkalmas fajták szelektálásával. Nemcsak a zöldség- és gyümölcs, hanem a hús tartósítási kérdéseit is vizsgálta. Magyarországon e téren úttörő munkát folytatott. A gyorsfagyasztási eljárást az elméleti alapok kidolgozása után a gyakorlati alkalmazásra is kikísérletezte, Tisztázta az élelmiszerek hűtése, fagyasztása, tárolása során bekövetkező súlyveszteség káros minőségi és mennyiségi kihatásait, ezek összefüggéseit a környezeti viszonyokkal. A liofilezés élelmiszeripari alkalmazásában 80 termék konzerválását oldotta meg. Foglalkozott a kávé (Lio-kávé), a gyümölcsök, üdítőitalok előállításának és tartósításának kérdéseivel. És a terménykonzerválás és tárolás (kiemelten az alma) kérdéseivel is. A Kertészeti Egyetemen megszervezte és bevezette a hét féléves hűtőtechnológiai szakirányt.

## Díjai, elismerései
- Szocialista Munkáért érdemérem (1960)
- Munka Érdemérem (1960)
- Török Gábor-emlékérem (1973)
- 'Sigmond Elek-emlékérem (1978)
- Entz Ferenc-emlékérem (1978)
- Jubileumi Emlékplakett (Kertészeti és Élelmiszeripari Egyetem, 1979)
- Állami Díj (1980)
- Győry István-emlékérem - megosztva (1982)

## Művei
1954–1973 között a Hűtőipar című lap szerkesztője, majd a szerkesztőbizottság tagja 1973–1985 között. Az Acta Alimentaria szerkesztőbizottsági tagja volt 1971–1985-ig.
1951 és 1954 között, illetve 1968-ban 9 szovjet szakkönyvet fordított magyarra egyedül, vagy társfordítóval.
- Mélyhűtés céljára alkalmas gyümölcs- és főzelékfajták kutatása. Élelmezési Ipar, 1951.
- Élelmiszerek tartósítása. Budapest, 1952.
- Pektinkutatások újabb eredményei. Többekkel. Budapest, 1953.
- Élelmiszerek fizikai változásai. Budapest, 1953.
- Új fagyasztási eljárások. Természet és Társadalom, 1953.
- Hűtés és gyorsfagyasztás, az élelmiszertartósítás legkorszerűbb módjai.Budapest, 1954.
- Gyorsfagyasztásos eljárással tartósított húsok kitárolás előtti visszamelegítésének módszerei. Élelmezési Ipar, 1956.
- Élelmiszerek hűtőházi kezelésekor fellépő súlyveszteség kémiai és fizikai vonatkozásai. Kandidátusi értek. Budapest, 1958.
- A súlyveszteség alakulása élelmiszerek hűtőkezelésekor. Budapest, 1962.
- Élelmiszerkémia. I–III. Felsőfokú technikumi tankönyv. Többekkel. Budapest, 1962.
- Anyag- és gyártásismeret. 1. Többekkel. Budapest, 1963.
- Hűtőipari anyagismeret. Felsőfokú technikumi tankönyv. Budapest, 1964.
- Élelmiszerek gyorsfagyasztása. Budapest, 1964; 2. átd. kiad. Erdélyi Lajosnéval, Sáray Tamással, 1977; oroszul: Moszkva, 1981.
- Vegyészet és hűtőtechnika. Budapest, 1965.
- Gyümölcslevek fagyasztásos sűrítése. Perjes P. KÉKI Közleményei, 1966.
- Oldható kávépor előállítása liofilezéssel. Szántóné Németh Évával. Élelmiszertudomány, 1968.
- Hűtőtechnológia. I. Hőfizikai alapok. Urbányi Györggyel. Budapest, 1973.
- Technológiai folyamatok. Edelényi Miklóssal. Budapest, 1975.
- A tartósipari kutatás 30 éve a Kertészeti Egyetemen. Hűtőipar, 1975.
- Hűtőtechnnológia. II. Élelmiszerek hűtőtárolása. Dobray Endrénével és Varga Ágnessel. Budapest, 1977.
- The Binding Energy of Bound Water in Foodstuffs. Acta Alimentaria, 1978.
- Dependence of the Amount of Bound Water of Foods on Temperature. Acta Alimentaria, 1979.
- A vízaktivitás hatása élelmiszerek hőelvonásos – hűtés, fagyasztás, liofilezés – tartósításakor. Doktori értekezése. Budapest, 1980.